# Chamicurusmiervogel
De chamicurusmiervogel (Myrmelastes hyperythrus) is een zangvogel uit de familie Thamnophilidae (miervogels).

## Verspreiding en leefgebied
Deze soort komt voor in zuidelijk Colombia, oostelijk Peru, noordwestelijk Bolivia en amazonisch zuidwestelijk Brazilië.

## Status
De grootte van de populatie is niet gekwantificeerd maar de soort wordt omschreven als algemeen. Op de Rode lijst van de IUCN heeft deze soort de status niet bedreigd.